# Jonny Smith
Jonathan Gary Smith (28 de julio de 1997) es un futbolista profesional inglés que juega como extremo para el Wigan Athletic de la EFL League Two.

## Estadística de carrera

### Wrexham
Nacido en Liverpool, Inglaterra, Smith se unió al Wrexham academy a la edad de 10 años. El 16 de enero de 2016, Smith hizo su debut en Wrexham en la segunda ronda de la FA Trophy en la que perdió contra el Torquay United.

### Bristol City
En mayo de 2016, Smith firmó para jugar en el Bristol City por un valor sin revelar, con un contrato de un año.
El 19 de agosto de 2016, Smith llegó a la League Two para jugar en el Cheltenham Town en una cesión hasta enero de 2017. Smith hizo su debut en la liga inglesa al día siguiente, encuentro que perdería por 1-0 contra el Doncaster Rovers.
Cambió su cesión hacia Tranmere Rovers en julio de 2018, y firmó un nuevo contrato de un año en Bristol City para volver en junio de 2020.
Fichó por el  Oldham Athletic en una cesión por una temporada en septiembre de 2019.
El 29 de agosto de 2020, Smith fichó por Swindon City en una estación-préstamo largo. Anotó su primer tanto en el club en su debut en la EFL Cup  contra el  Charlton Athletic el 5 de septiembre de 2020 antes de volver a ser llamado el 29 de enero habiendo hecho 20 goles en todas las competiciones.

### Burton Albion
El 29 de enero de 2021, Smith se unió a la League One para jugar en el Burton Albion con un contrato de dos años y medio por un precio sin revelar.  El 6 de febrero de 2021 hizo su debut en la EFL League One contra Hull City  donde anota el único gol del encuentro.
*Actualizado por última vez el 2 de abril de 2021
| Club                     | Temporada     | Liga            | Liga     | Liga  | FA Cup   | FA Cup | EFL Cup  | EFL Cup | Otros    | Otros | Total    | Total |
| Club                     | Temporada     | División        | Partidos | Goles | Partidos | Goles  | Partidos | Goles   | Partidos | Goles | Partidos | Goles |
| ------------------------ | ------------- | --------------- | -------- | ----- | -------- | ------ | -------- | ------- | -------- | ----- | -------- | ----- |
| Wrexham                  | 2015–16       | National League | 1        | 0     | 0        | 0      | —        | —       | 2        | 0     | 3        | 0     |
| Bristol City             | 2016–17       | Championship    | 0        | 0     | 0        | 0      | 0        | 0       | —        | —     | 0        | 0     |
| Bristol City             | 2017–18       | Championship    | 0        | 0     | 0        | 0      | 0        | 0       | —        | —     | 0        | 0     |
| Bristol City             | 2018–19       | Championship    | 0        | 0     | 0        | 0      | 0        | 0       | —        | —     | 0        | 0     |
| Bristol City             | 2019–20       | Championship    | 0        | 0     | 0        | 0      | 0        | 0       | —        | —     | 0        | 0     |
| Bristol City             | 2020–21       | Championship    | 0        | 0     | 0        | 0      | 0        | 0       | —        | —     | 0        | 0     |
| Bristol City             | Total         | Total           | 0        | 0     | 0        | 0      | 0        | 0       | —        | —     | 0        | 0     |
| Cheltenham Town (cesión) | 2016–17       | League Two      | 5        | 0     | 1        | 0      | 1        | 0       | 2        | 0     | 9        | 0     |
| AFC Fylde (cesión)       | 2017–18       | National League | 44       | 9     | 4        | 1      | —        | —       | 2        | 0     | 50       | 10    |
| Tranmere Rovers (cesión) | 2018–19       | League Two      | 35       | 4     | 2        | 1      | 1        | 0       | 2        | 0     | 40       | 5     |
| Oldham Athletic (cesión) | 2019–20       | League Two      | 28       | 9     | 2        | 1      | 0        | 0       | 2        | 1     | 32       | 11    |
| Swindon Town (cesión)    | 2020–21       | League One      | 16       | 1     | 0        | 0      | 1        | 1       | 3        | 0     | 20       | 2     |
| Burton Albion            | 2020–21       | League One      | 13       | 2     | 0        | 0      | 0        | 0       | 0        | 0     | 13       | 2     |
| Total carrera            | Total carrera | Total carrera   | 142      | 25    | 9        | 3      | 3        | 1       | 13       | 1     | 167      | 30    |